# Sympagus buckleyi
Sympagus buckleyi är en skalbaggsart som först beskrevs av Bates 1885.  Sympagus buckleyi ingår i släktet Sympagus och familjen långhorningar. Inga underarter finns listade i Catalogue of Life.